# Robert Satcher
Robert Lee Satcher (* 22. září 1965 Hampton, Virginie, USA), je americký chirurg, který byl v letech 2004–2011 astronautem NASA. Do vesmíru se dostal na deset dní jako člen posádky raketoplánu Atlantis při letu STS-129 na Mezinárodní vesmírnou stanici (ISS) v listopadu 2009. Roku 2011 odešel z NASA a vrátil se k lékařské profesi.

## Mládí, lékař
Robert Satcher se narodil v Hamptonu ve Virginii. Po střední škole studoval chemické inženýrství na Massachusettském institutu technologie, kde roku 1986 získal titul bakaláře a roku 1993 Ph.D. ve stejném oboru. Následující rok (1994 se stal doktorem medicíny (MD) na Harvardově lékařské škole (Harvard Medical School) při Harvardově univerzitě.
Do roku 1998 byl výzkumníkem na Kalifornské univerzitě v Berkeley, poté se věnoval ortopedii na Kalifornské univerzitě v San Francisku a (2001) chirurgické onkologii na Floridské univerzitě. Poté do roku 2004 pracoval jako chirurg Severozápadní nemocnice (Northwestern Memorial Hospital) v Chicagu a současně na katedře ortopedie Lékařského centra Severozápadní univerzity (Northwestern University Medical Center).

## Astronaut a opět lékař

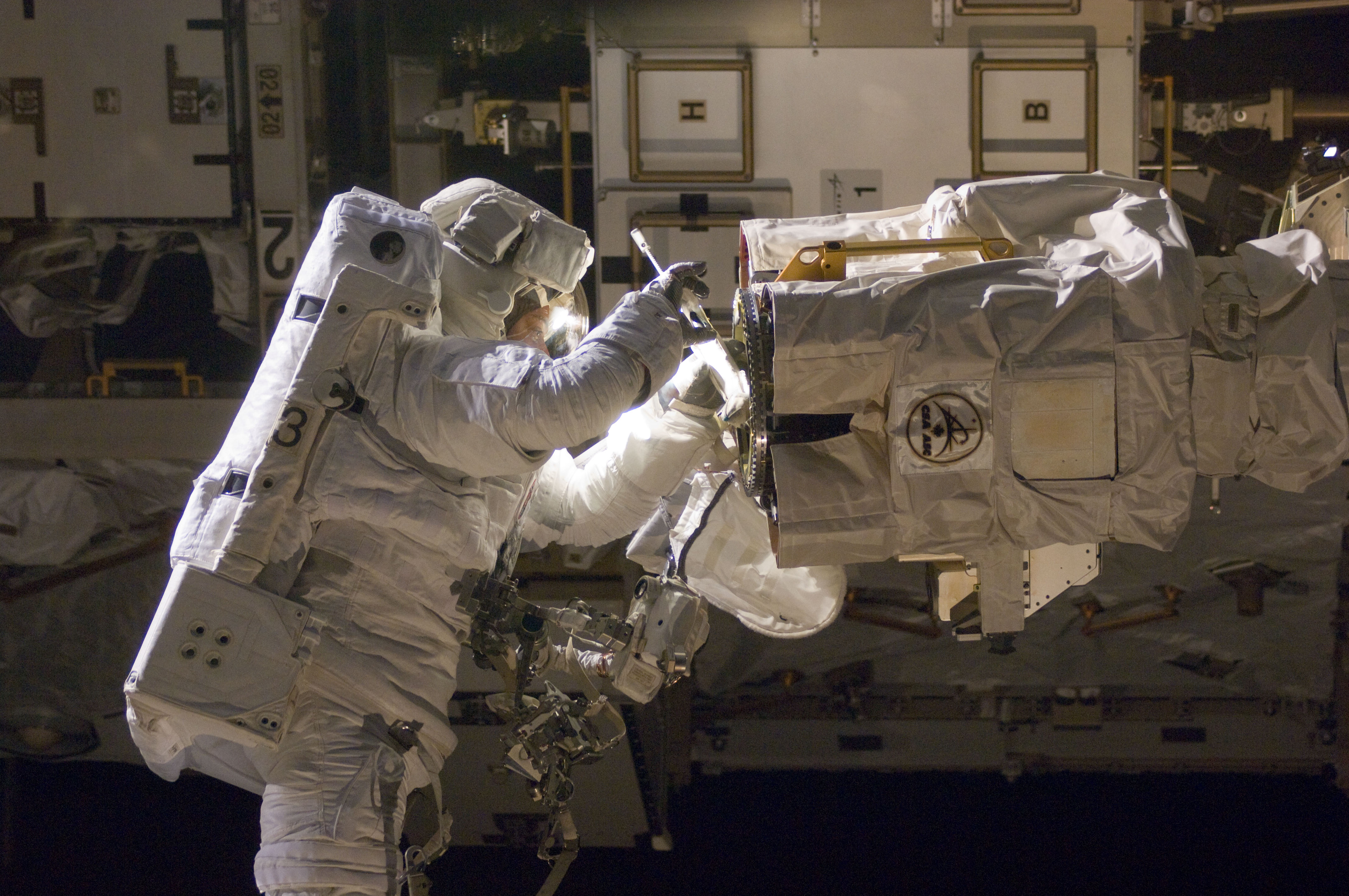
Robert Satcher při svém prvním výstupu do kosmického prostoru pracuje na povrchu Mezinárodní vesmírné stanice, 19. listopadu 2009

Přihlásil se k 19. náboru astronautů NASA úspěšně prošel výběrem a 19. května 2004 byl zařazen mezi americké astronauty. Ve dvouletém základním kosmonautickém výcviku získal kvalifikaci „letového specialisty“ raketoplánu.
Dne 30. září 2008 NASA zveřejnila jeho jmenování do posádky letu STS-129. Do vesmíru odstartoval 16. listopadu 2009 na palubě raketoplánu Atlantis. Cílem mise byla doprava zásob a vybavení na Mezinárodní vesmírnou stanici (ISS) a příprava stanice na připojení nového modulu Tranquility. Během mise dvakrát vystoupil do otevřeného vesmíru k pracím na povrchu stanice, výstupy trvaly dohromady 12 hodin a 19 minut. Let trval 10 dní, 19 hodin a 16 minut.
K 9. září 2011 odešel z NASA a vrátil se k lékařské profesi, když začal pracovat jako chirurg v Andersonově onkologickém centru (Anderson Cancer Center) v Houstonu 
Robert Satcher je ženatý, má dvě děti.